# Paralimna concors
Paralimna concors är en tvåvingeart som beskrevs av Cresson 1929. Paralimna concors ingår i släktet Paralimna och familjen vattenflugor. Inga underarter finns listade i Catalogue of Life.